# Маријета Илку
Маријета Илку (рум. Marieta Ilcu; Дарабани, 16. октобар 1962) била је румунска атлетичарка, специјалиста за скок удаљ. Поред тога повремено је и трчала на 100 метара Највећи успех у каријери постигла је освајањем првог места на Светском првенству у дворани 1993. Учествовала је на Летњим олимпијским играма 1992. у Барселони.
Осмострука је првакиња Румуније у обе дисциплине:
петострука у скоку удаљ:1985, 1990, 1991, 1993, 1994
трострука у трчњу на 100 м: 1988, 1989, 1990.

## Значајнији резултати
| Год.     | Такмичење                             | Место                    | Плас.    | Рез.     | Бел.     |
| Румунија | Румунија                              | Румунија                 | Румунија | Румунија | Румунија |
| -------- | ------------------------------------- | ------------------------ | -------- | -------- | -------- |
| 1985.    | Светске атлетске игре у дворани 1985. | Париз                    | 8.       |          |          |
| 1985     | Летња универзијада                    | Кобе Јапан               |          | 6,61     | [ 2 ]    |
| 1986     | Европско првенство у дворани          | Мадрид                   | 7        | 6,61     |          |
| 1987     | Летња универзијада                    | Загреб СФРЈ              |          | 6,81     | [ 2 ]    |
| 1989     | Светско првенство у дворани           | Будимпешта               |          | 6,86     |          |
| 1989     | Летња универзијада                    | Дуизбург Западна Немачка |          | 6,71     | [ 2 ]    |
| 1990     | Европско првенство у дворани          | Глазгов                  | 5        | 6,57     |          |
| 1990     | Европско првенство                    | Сплит, СФРЈ              |          | 7,02     |          |
| 1991     | Светско првенство у дворани           | Севиља, Шпанија          |          | 6,74     |          |
| 1991     | Светско првенство                     | Токио                    | 6        | 6,72     |          |
| 1992     | Европско првенство у дворани          | Ђенова, Италија          |          | 6,74     |          |
| 1993     | Светско првенство у дворани           | Торонто                  |          | 6,84     |          |
| 1995     | Светско првенсто у у дворани          | Барселона                | 8.       | 6,52     |          |

## Лични рекорди
| Дисциплина | Дисциплина   | Резултат | Место    | Датум             |
| ---------- | ------------ | -------- | -------- | ----------------- |
| 100 м      | на отвореном | 11,36    | Букурешт | 9. јул 1988.      |
| Скок удаљ  | на отвореном | 7,08 м   | Питешти  | 25 јун. 1989.     |
| Скок удаљ  | у дворани    | 6,95 м   | Бакау    | 28. фебруар 1989. |